# Ель-Хавамедія
Ель-Хавамедія (Хавамедія, араб. الحوامدية) — місто в Єгипті, приблизно за 10 км на південь від Каїра, на лівому березі Нілу. Є центром району в провінції 6 жовтня. Раніше входило до складу провінції Гіза. Населення 113 128 чоловік. Одне з найбільших в Єгипті підприємств з рафінування цукру.

## Історія
В 1942 році в районі Ель-Мансура — Ель-Хавамедія розташовувався австралійський корпус, посилений індійською дивізією (загалом 4 дивізії), який під ударом 4-ї німецької бронетанкової армії був відкинутий до Ель-Фаюму.

## Адміністративний район
До району відносяться декілька сільськогосподарських сіл, найбільші з яких Умм-Ханан і Еш-Шейх-Осман, що знаходяться на півночі від міста.

## Клімат
Місто знаходиться у зоні, котра характеризується кліматом тропічних пустель. Найтепліший місяць — липень із середньою температурою 28.4 °C (83.1 °F). Найхолодніший місяць — січень, із середньою температурою 13.6 °С (56.5 °F).
| Клімат Ель-Хавамедії    | Клімат Ель-Хавамедії | Клімат Ель-Хавамедії | Клімат Ель-Хавамедії | Клімат Ель-Хавамедії | Клімат Ель-Хавамедії | Клімат Ель-Хавамедії | Клімат Ель-Хавамедії | Клімат Ель-Хавамедії | Клімат Ель-Хавамедії | Клімат Ель-Хавамедії | Клімат Ель-Хавамедії | Клімат Ель-Хавамедії | Клімат Ель-Хавамедії |
| Показник                | Січ.                 | Лют.                 | Бер.                 | Квіт.                | Трав.                | Черв.                | Лип.                 | Серп.                | Вер.                 | Жовт.                | Лист.                | Груд.                | Рік                  |
| Середня температура, °C | 13,6                 | 15                   | 17,5                 | 21,7                 | 25,1                 | 27,6                 | 28,4                 | 28,2                 | 26,6                 | 23,9                 | 19,3                 | 15,1                 | 21,8                 |
| Норма опадів, мм        | 5.1                  | 3.7                  | 2.1                  | 0.9                  | 0.4                  | 0                    | 0                    | 0                    | 0                    | 0.5                  | 2.3                  | 4.8                  | 19.8                 |
| Днів з опадами          | 3,5                  | 2,7                  | 1,9                  | 0,9                  | 0,4                  | 0                    | 0                    | 0                    | 0,1                  | 0,5                  | 1,1                  | 2,5                  | 13,6                 |
| Вологість повітря, %    | 61.5                 | 56.8                 | 53.5                 | 45.1                 | 43.1                 | 46.4                 | 54.3                 | 58.1                 | 57.7                 | 57.2                 | 60.4                 | 61.8                 | 54.7                 |
| ----------------------- | -------------------- | -------------------- | -------------------- | -------------------- | -------------------- | -------------------- | -------------------- | -------------------- | -------------------- | -------------------- | -------------------- | -------------------- | -------------------- |
| Джерело: Weatherbase    |                      |                      |                      |                      |                      |                      |                      |                      |                      |                      |                      |                      |                      |